# Helga Pollak
Helga Pollak (* 4. Februar 1935 in Mährisch-Schönberg, Tschechoslowakei) ist eine deutsche Finanzwissenschaftlerin. Sie wurde 1971 ordentliche Professorin an der Universität Göttingen.

## Leben
Helga Pollak wurde als Tochter von Josefine Pollak, geborene Nittmann, und des Ingenieurs Leo Pollak in Mährisch-Schönberg geboren und katholisch getauft. Nach dem Studium an der Universität Frankfurt a. M. von 1954 bis 1958 erfolgten dort 1965 die Promotion zum Dr. rer. pol. sowie 1971 die Habilitation. Danach vertrat sie einen finanzwissenschaftlichen Lehrstuhl an der Universität Heidelberg; berufen 1971, begann sie im Wintersemester 1971/72 an der Universität Göttingen ihre Tätigkeit als Lehrstuhlinhaberin. Seit 1975 war sie Mitglied des Wissenschaftlichen Beirats beim Bundesfinanzministerium, von 1995 bis 1998 als stellvertretende Vorsitzende, von 1999 bis 2002 als Vorsitzende. Helga Pollak war ferner von 1994 bis 1998 Mitglied des Wissenschaftsrates. Darüber hinaus wurde sie von 1990 bis 1992 zur Vizepräsidentin der Universität Göttingen gewählt. 2003 wurde sie emeritiert.

## Schriften
- Wachstumsbedingte Verbrauchsstrukturänderungen und einige ihrer Konsequenzen für die Verbrauchsbesteuerung. Frankfurt a. M. 1965.
- Verbrauchsteuern, I: Ziele und Ausgestaltung. In: Willi Albers (Hrsg.): Handwörterbuch der Wirtschaftswissenschaft. Band 8. Gustav Fischer, Stuttgart/J. C. B. Mohr (Paul Siebeck), Tübingen/Vandenhoeck und Ruprecht, Göttingen, 1980, ISBN 3-525-10257-7, S. 188–208.